# Leonardo Loredan

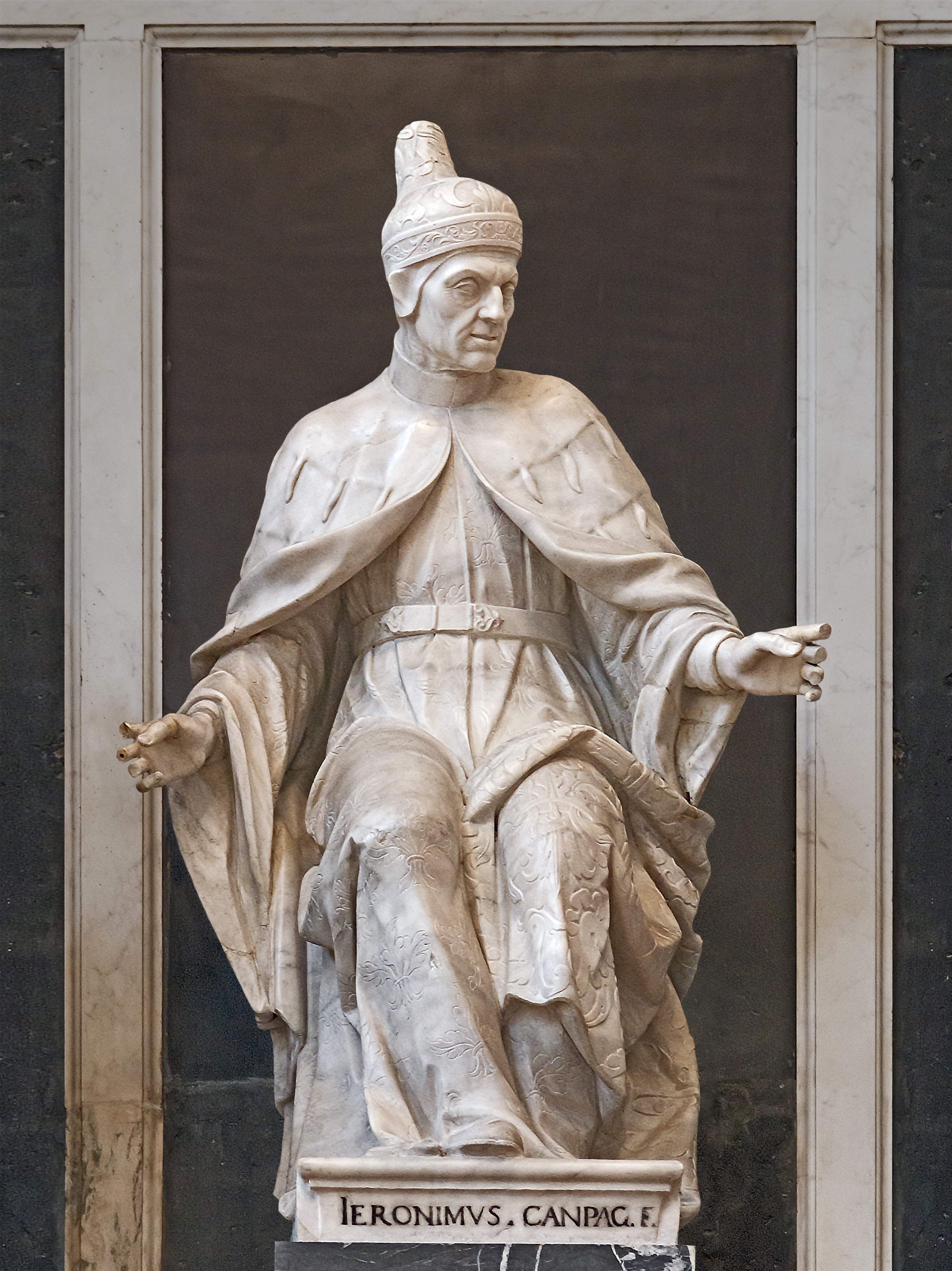
Sírja a velencei Santi Giovanni e Paolo bazilikában.

Leonardo Loredan vagy Leonardo Loredano (Velence, 1436. november 16. – Velence, 1521. június 21.) a Velencei Köztársaság dózséja 1501-től haláláig. Ő fogadta nagy pompával 1502. augusztusában Candale-i Anna magyar királynét Velencében, mikor Anna Magyarországra tartott a házasságkötésére II. Ulászlóval, amely velencei közvetítéssel jött létre.
Uralomra jutása után békét kötött az Oszmán Birodalommal 1503-ban, majd a pápai államtól elfoglalt egyes északi területeket, mikor VI. Sándor pápa meghalt. Az új pápa, II. Gyula csatlakozott Spanyolország, Ferrara és Franciaország szövetségéhez, az ún. nevezett Cambrai-i Ligához Velence ellen, és a pápai csapatok Agnadellónál vereséget mértek a velenceiekre. Ezután Loredan a pápa mellé állt, ez újabb háborút eredményezett Franciaország ellen 1510–11-ben és 1511–13-ban is. 1513 és 1516 között Loredan ismét I. Ferenc francia király oldalán állt, és ért is el sikereket a pápával és a németekkel szemben.
1509-ben az Oszmán és a Mamlúk Birodalom oldalán részt a Portugália elleni indiai hadjáratban, de Diunál vereséget szenvedtek. Az első cambrai-i háború végén a pápa 500 000 dukátot fizetett neki hadi kárpótlásként.